# Зуткулей
Зуткуле́й (рос. Зуткулей) — село у складі Дульдургинського району Забайкальського краю, Росія. Адміністративний центр Зуткулейського сільського поселення.

## Населення
Населення — 1688 осіб (2010; 1806 у 2002).
Національний склад (станом на 2002 рік):
- буряти — 96 %